# Hexatoma (Eriocera) perfestiva
Hexatoma (Eriocera) perfestiva is een tweevleugelige uit de familie steltmuggen (Limoniidae). De soort komt voor in het Neotropisch gebied.